# Напередодні Різдва (фільм, 1914)
Напередодні Різдва (англ. In the Nick of Time) — американська короткометражка 1914 року з Ірвінгом Каммінгсом в головній ролі.

## У ролях
- Ірвінг Каммінгс
- Ірен Хант
- Вестер Пегг